# Tomáš Šťastný
Tomáš „oskar“ Šťastný (* 27. Juni 1991 in Klášterec nad Ohří) ist ein tschechischer E-Sportler in der Disziplin Counter-Strike: Global Offensive. 
Seine erfolgreichste Zeit als Profi hatte er mit der deutschen Organisation mousesports, als er zwei Jahre in Folge zu den besten 20 Spielern der Welt gewählt wurde (2017: Platz 16, 2018: Platz 14) und vier große internationale Turnier gewann: die ESG Tour Mykonos 2017, die StarLadder & i-League StarSeries Season 4, das V4 Future Sports Festival 2018 und die ESL One New York 2018, bei zweien davon wurde er zudem als wertvollster Spieler des Turniers ausgezeichnet. Nach gewonnenem Karrierepreisgeld ist er mit über 350.000 US-Dollar der erfolgreichste E-Sportler aus der Tschechischen Republik (Stand: April 2023).

## Karriere
oskar war bereits zu Zeiten von Counter-Strike ein semiprofessioneller Spieler, den Durchbruch in die Weltspitze schaffte er jedoch erst in Counter-Strike: Global Offensive. Nach Achtungserfolgen mit kleineren, meist rein tschechischen Teams war er ab Ende 2015 Teil des internationalen Lineups von HellRaisers. Schon nach wenigen Monaten gewann das Team die European Minor Championship 2016, scheiterte dann allerdings knapp in der Qualifikation für das mit einer Million US-Dollar dotierte MLG Columbus 2016 Major-Turnier. Es folgte ein Turniersieg bei den Copenhagen Games im März 2016. Bei der Qualifikation für das nächste Major Turnier, der ESL One Cologne 2016 scheiterten HellRaisers erneut knapp, kurz darauf wechselte Šťastný zur deutschen Organisation mousesports.
Auch hier machte oskar schnell auf sich aufmerksam, in der ESL Pro League gelang es mousesports etwa dem Team Natus Vincere eine historische 16:0-Niederlage zuzufügen. Sport1 kürte Šťastný dabei zum Mann des Spiels. Ende 2016 nahm sich oskar eine kurze Auszeit aus persönlichen Gründen, kehrte jedoch Anfang 2017 in die Startaufstellung von mousesports zurück. Im September 2017 gewannen mousesports den mit 100.000 Euro dotierten ersten Platz bei der ESG Tour Mykonos 2017, AWP-Spezialist oskar wurde dabei als Turnier-MVP ausgezeichnet. Mousesports etablierte sich in der Folge mit weiteren vorderen Platzierungen wie dem mit 120.000 US-Dollar zweiten Platz bei der Esports Championship Series Season 4 in Cancun (Mexiko) in der Weltspitze. Beim ELEAGUE Major Boston 2018 schaffte das Team den Sprung ins Viertelfinale und unterlag dort FaZe Clan mit 0:2. Der mit 200.000 Euro dotierte Titel beim V4 Future Sports Festival Budapest im März 2018 ist der bislang höchste Preisgeldgewinn für Šťastný. Erneut gewann er eine Auszeichnung als bester Spieler des Turniers. Der September 2018 begann mit einem enttäuschenden Ergebnis: beim Faceit Major: London 2018 schied mousesports sieglos in der Gruppenphase aus. Dafür gewann das Team kurz darauf die ESL One New York 2018 (125.000 US-Dollar Preisgeld). Trotz einiger weiterer vorderer Platzierungen (bspw. Halbfinale bei der ESL Pro League Season 8) trennte sich mousesports Anfang 2019 von oskar. Dieser spielte daraufhin für den Rest des Jahres erneut bei HellRaisers, große Erfolge blieben jedoch aus und auch beim StarLadder Major: Berlin 2019 schied das Team früh aus.
Mit seinem neuen Team Sprout gewann oskar die Frühlingssaison der ESL Meisterschaft 2020. Seit Ende 2020 (mit Unterbrechung im Jahr 2022) spielt Šťastný für die tschechische Organisation SINNERS Esports. Größter Erfolg dieser Periode war der Gewinn der mit 500,000 Kronen (ca. 22.000 Euro) dotierten Sazka eLEAGUE Fall 2021. Zwischenzeitlich entstand 2022 ein internationales Team mit oskar unter dem Namen GORILLAZ bzw. TITANS, auch sein ehemaliger Mousesports-Teamkollege Miikka Kemppi (suNny) war Teil der Mannschaft. Das Projekt endete aber aufgrund ausgebliebener Gehaltszahlungen sowie unterschiedlicher Auffassungen über strategische Entscheidungen im Spiel zwischen den Teammitgliedern und war wenig erfolgreich.